# Гюнтер Ралль
Гюнтер Ралль (нім. Günther Rall; *10 березня 1918, Гаггенау, Баден — † 4 жовтня 2009) — німецький пілот-ас. Став третім винищувачем Люфтваффе, за кількістю збитих ворогів.
Народився 10 березня 1918 року до Гаггенау, Баден, в сім'ї підприємця. Військову кар'єру Ралль почав офіцером-кадетом 13-го піхотного полку, але швидко залишив піхоту, перевівшись до Люфтваффе. Перед початком Другої світової війни він перейшов у 4-ту ескадрилью 52-ї ескадри (4./JG-52). Свою першу перемогу в повітряному бою Ралль отримав 12 травня 1940 року, на самому початку бліцкригу в Франції.
Через два місяці обер-лейтенант Ралль став командиром 8-ї ескадрильї 52-ї ескадри. Маючи на своєму рахунку вже 35 перемог, 28 листопада 1941 року Ралль отримав важке поранення. Дев'ять місяців пілот лікувався. В липні 1943 року він став командиром ІІІ групи 52-ї ескадри, третім в Люфтваффе збив 200 літаків ворога (29 серпня 1943 року), другим отримав 250 перемог.
У квітні 1944 року, маючи на рахунку 273 перемоги, Ралль був переведений до ППО Рейху на посаду командира ІІ групи 11-ї ескадри. В ніч 12 травня 1944 року його група відбивала перший масовий наліт американських літаків на об'єкти нафтовопромислового комплексу Німеччини. В тому бою пілот здобув свою 275-у перемогу, яка стала останньою. В тому бою пілот отримав серйозне поранення і більше не зміг літати.
Після війни декілька років Гюнтер Ралль працював у електропромисловості, а потім вступив до ВПС ФРН. Військову ка'єру пілот завершив, будучи членом військового комітету НАТО.
Ралль став найрезультативнішим німецьким асом, що дожив до XXI століття.

## Галерея

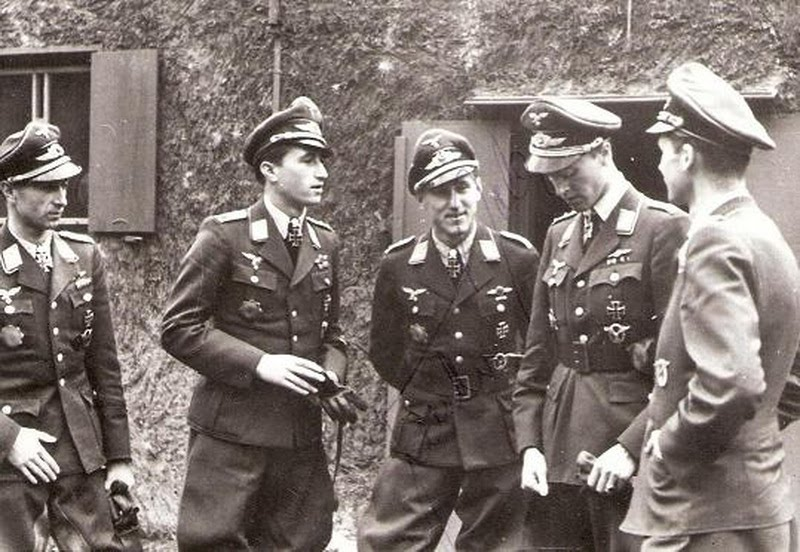
Зліва направо: Гартманн Грассер, Вальтер Новотни, Ралль, принц Генріх цу Зайн-Віттгенштайн і Ніколаус фон Белов (Растенбург; 22 вересня 1943).
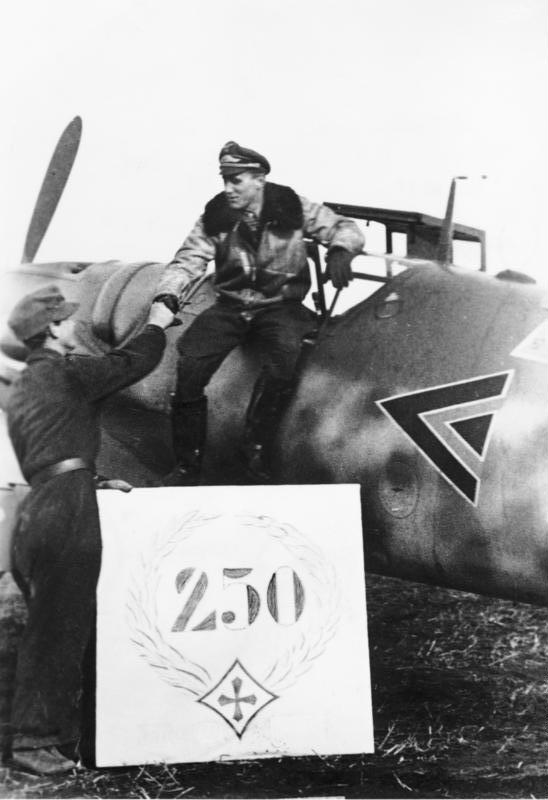
Привітання з 250-ю перемогою (28 листопада 1943).
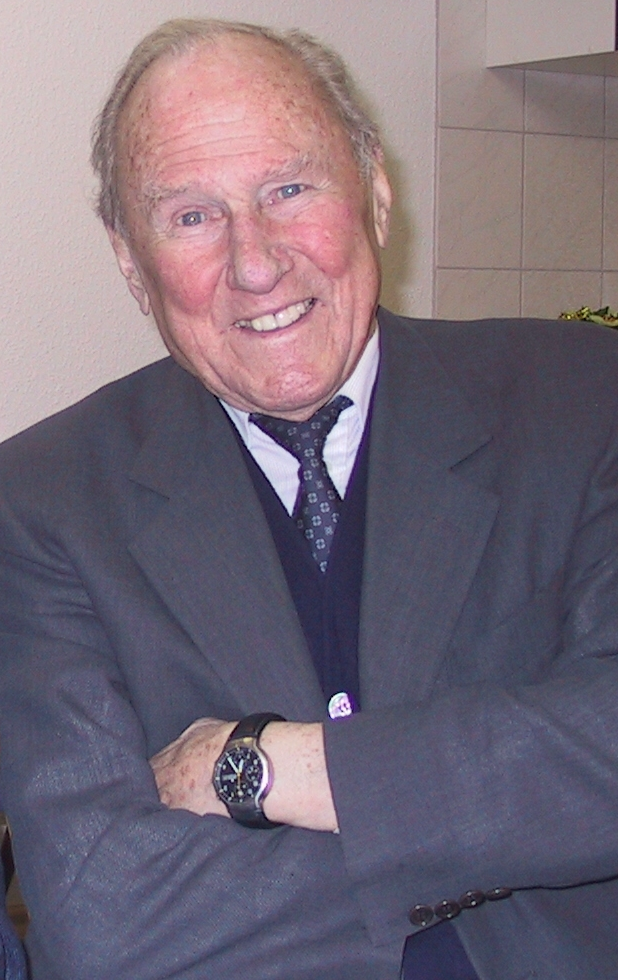
Ралль в 2004 році.